# Élection présidentielle polonaise de 2020
L’élection présidentielle polonaise de 2020 (en polonais : Wybory prezydenckie w Polsce w 2020 roku), septième élection présidentielle de la Troisième République, a lieu les 28 juin et 12 juillet 2020 afin d'élire le président de la république de Pologne pour un mandat de cinq ans.
Le président sortant Andrzej Duda, élu en 2015 sous l'étiquette du parti Droit et justice, est éligible pour un second et dernier mandat.
Alors que le scrutin est initialement prévu les 10 et 24 mai 2020, durant la pandémie de Covid-19, la proposition du gouvernement de maintenir l’élection et de l’organiser par voie postale uniquement suscite une vive polémique, l'opposition dénonçant les capacités inégales de faire campagne du président sortant et des autres candidats dans le contexte d'un confinement de la population. Le scrutin est finalement reporté à la suite d’un compromis au sein de la coalition au pouvoir puis du vote favorable de l'opposition, qui contrôle le Sénat.
Au soir du premier tour, marqué par une forte hausse de la participation malgré la crise sanitaire, Andrzej Duda et le maire de Varsovie Rafał Trzaskowski, issu de Plate-forme civique, se qualifient pour le second tour. Duda l'emporte finalement avec un peu plus de 51 % des suffrages exprimés dans un contexte de nouvelle hausse de la participation. Cette élection présidentielle est alors la plus serrée de l'histoire polonaise.

## Contexte

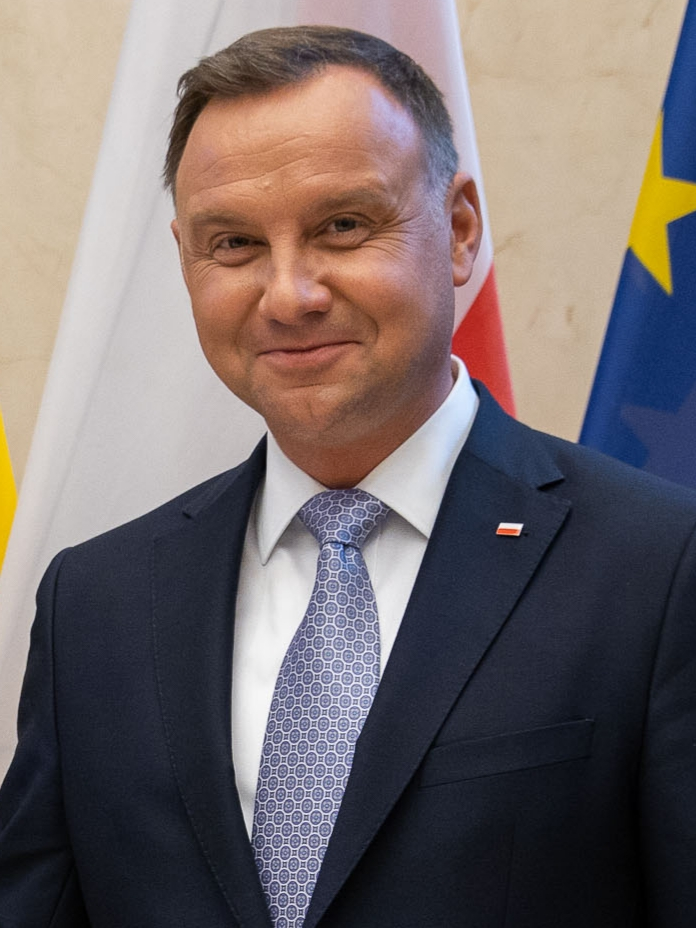
Le président sortant, Andrzej Duda.

Le président sortant est Andrzej Duda, issu du parti conservateur Droit et justice (PiS) et élu lors de l’élection présidentielle de 2015. Le président de ce parti, Jarosław Kaczyński, est considéré comme l'homme fort du pays, même si Andrzej Duda a fait preuve d'indépendance à quelques reprises — notamment en 2017 lors des premiers projets de réforme judiciaire —, avant de se montrer plus en retrait. À la suite des élections parlementaires de 2015, qui se déroulent cinq mois après le scrutin présidentiel, la coalition informelle de la Droite unie, menée par Droit et justice, est majoritaire au Parlement. De 2015 à 2017, Beata Szydło est présidente du Conseil des ministres ; elle cède ensuite sa place à Mateusz Morawiecki.
Durant le mandat présidentiel d’Andrzej Duda, l'exécutif a plusieurs différends avec les autorités européennes. Celles-ci dénoncent les réformes de la justice, pour laquelle le gouvernement polonais invoque l'absence de réforme depuis la chute du communisme et une importante corruption en son sein. La question migratoire est également un fort point de dissension, le gouvernement polonais s’opposant aux quotas obligatoires entre États-membres dans le cadre de la crise migratoire ; d’ailleurs, peu avant le scrutin, la Cour de justice de l'UE condamne sur cette question plusieurs pays du groupe de Visegrád, dont la Pologne.
La situation économique de la Pologne est la meilleure que le pays ait connu depuis la chute du communisme, avec une croissance d’environ 5 % et un taux de chômage historiquement bas (3,3 % en 2019, soit le troisième plus faible d’Europe),. Droit et justice a notamment mis en place un « État-providence à la polonaise » ayant sorti de nombreux polonais de la pauvreté, avec notamment la mise en place d'aides familiales (programme « 500+ »), l’augmentation du salaire minimum, la gratuité des médicaments pour les plus de 75 ans, l’exonération d'impôt sur le revenu pour les moins de 26 ans, l'abaissement de l'âge légal de la retraite, la taxation des institutions financières, la re-nationalisation de plusieurs banques et une politique générale favorisant le développement des entreprises polonaises. La hausse de pouvoir d’achat en résultat a notamment profité aux catégories populaires et zones rurales,,.
Cette élection intervient dans un contexte de forte polarisation politique : les conservateurs de la Droite unie et les libéraux de la Plate-forme civique (PO), le principal parti d'opposition (classé au centre ou au centre droit), sont en conflit larvé depuis le milieu des années 2000, avec des visions semblant radicalement opposées sur beaucoup de sujets. La PO a détenu la majorité parlementaire entre 2007 et 2015, avec Donald Tusk puis Ewa Kopacz comme présidents du Conseil ; si la croissance économique sous leurs gouvernements a été saluée, sa politique de rigueur a accru les inégalités sociales.
Les élections parlementaires qui se tiennent six mois avant l'élection présidentielle voient la reconduction au pouvoir de Droit et justice avec le meilleur résultat pour une force politique depuis 1989 ; le parti conservateur perd cependant le Sénat, ce qui peut permettre à l’opposition de ralentir le processus législatif,.

## Modalités

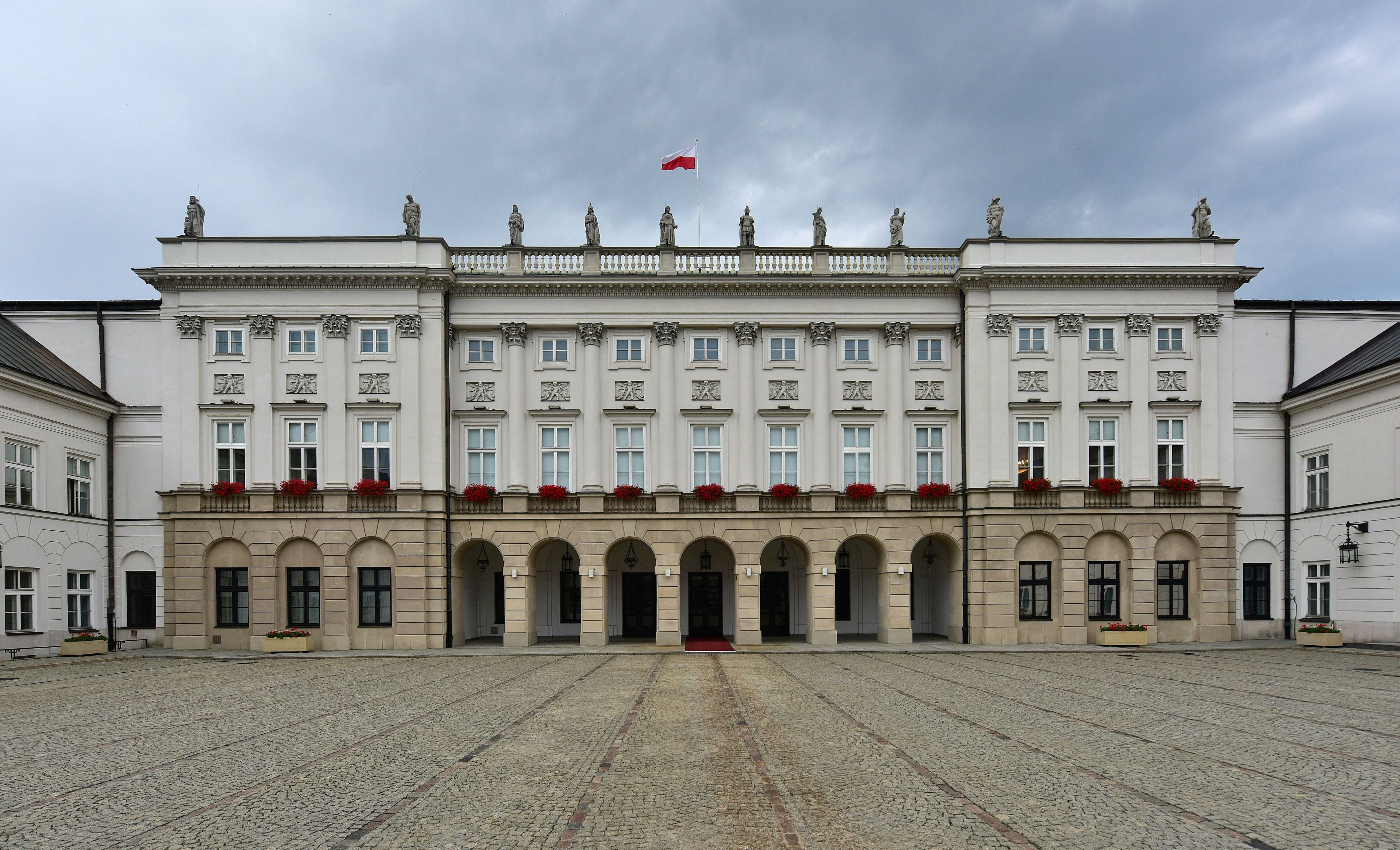
Le palais présidentiel, à Varsovie.

D'après la Constitution, le président de la république de Pologne est élu au scrutin uninominal majoritaire à deux tours par les citoyens polonais pour un mandat de cinq ans renouvelable une seule fois.
Le chef de l’État ne dispose pas de pouvoirs étendus, contrairement au président du Conseil des ministres. Il est le chef des forces armées polonaises, doit représenter la Pologne en son sein comme à l'étranger, ratifie les accords internationaux, nomme les membres du gouvernement et ratifie les lois. En matière législative, il peut s'opposer à une loi en imposant son droit de veto législatif sur une loi adoptée par le Parlement et qui ne peut être levé par la chambre basse qu'à la majorité qualifiée des trois cinquièmes. 

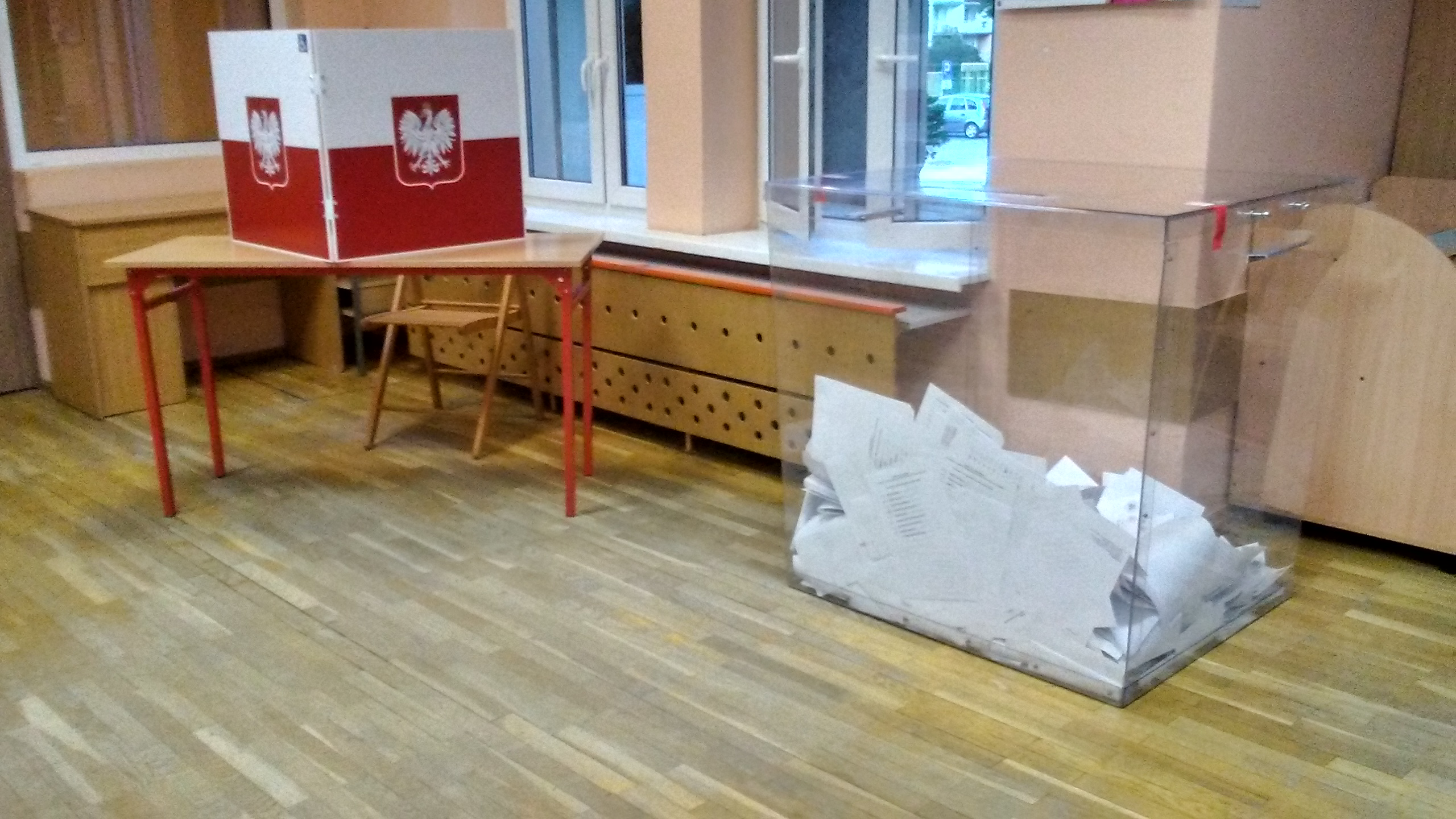
Urne électorale lors du premier tour de scrutin (28 juin 2020).

Conformément à l'article 128 de la Constitution, l'élection présidentielle est organisée au cours d'un jour non travaillé placé entre le soixante-quinzième et le centième jour précédent la fin du mandat du président de la République, un second tour éventuel pouvant être organisé deux semaines plus tard. Le choix de la date revient au président de la Diète (Sejm).
Les candidats à l'élection présidentielle doivent se faire connaître auprès de la Commission électorale nationale cinquante-cinq jours avant le scrutin, en ayant réuni 1 000 signatures d'électeurs en leur faveur. Représentés par un comité électoral d'au moins 15 membres, ils ont ensuite dix jours pour collecter cette fois 100 000 signatures de soutien. Les candidats doivent avoir au minimum 35 ans au jour de l'élection. Les candidats nés avant le 1er août 1972 doivent par ailleurs s'être soumis aux obligations liées à la lustration.

## Candidats

### Retenus
Les candidatures peuvent être déposées jusqu'au 10 juin 2020. À l'exception de la candidate de la Plateforme civique — qui a été remplacée —, tous les candidats de la présidentielle de mai participent au nouveau processus électoral ; Waldemar Witkowski parvient également à valider sa candidature.
| Candidat                           | Candidat                  | Coalition / parti | Coalition / parti                           | Fonctions / activités | Idéologie                                                               | Détail |
| ---------------------------------- | ------------------------- | ----------------- | ------------------------------------------- | --- | ----------------------------------------------------------------------- | --- |
| Robert Biedroń (44 ans)            | Robert Biedroń            |                   | La Gauche (Printemps)                       | Député européen (depuis 2019) Maire de Słupsk (2014-2018) Député à la Diète (2011-2014)                                                            | Progressisme Social-démocratie Anticléricalisme                         | Militant LGBT. Premier député ouvertement homosexuel de l'histoire polonaise. Fondateur et président de Printemps, qui fait partie de la coalition La Gauche. |
| Krzysztof Bosak (37 ans)           | Krzysztof Bosak           |                   | Confédération (Mouvement national)          | Député à la Diète (2005-2007 ; depuis 2019) | Nationalisme Souverainisme National-libéralisme                         | Militant nationaliste, membre du Mouvement national, qui fait partie de la coalition. Remporte la primaire de la Confédération face à huit autres candidats, dont libertarien Janusz Korwin-Mikke (candidat aux élections présidentielles de 1995, 2000, 2005, 2010 et 2015).                                    |
| Andrzej Duda (47 ans)              | Andrzej Duda              |                   | Droite unie (Droit et justice)              | Président de la République (depuis 2015) Député européen (2014-2015) Député à la Diète (2011-2014)                                                 | National-conservatisme Démocratie chrétienne Social-conservatisme       | Élu en 2015 au second tour face au sortant, Bronisław Komorowski. Le 24 octobre 2019, Jarosław Kaczyński annonce que le parti apporte son soutien à une candidature d’Andrzej Duda pour un second mandat. Il se présente officiellement sans étiquette.                                                          |
| Szymon Hołownia (43 ans)           | Szymon Hołownia           |                   | Indépendant                                 | – | Catholicisme libéral Catholicisme social Écologisme                     | Écrivain, journaliste, animateur d'émissions de télévision, activiste humanitaire. Officialise sa candidature le 9 décembre 2019. |
| Marek Jakubiak (pl) (61 ans)       | Marek Jakubiak            |                   | Fédération pour la République               | Député à la Diète (2015-2019) | Populisme de droite National-conservatisme National-libéralisme         | Entrepreneur, soldat professionnel à la retraite. Ancien membre du Kukiz'15 puis de la Confédération. |
| Władysław Kosiniak-Kamysz (38 ans) | Władysław Kosiniak-Kamysz |                   | Coalition polonaise (Parti paysan polonais) | Député à la Diète (depuis 2011) Ministre du Travail (2011-2015)                                                                                    | Agrarisme Démocratie chrétienne Démocratie directe                      | Président du Parti paysan polonais (PSL), le plus grand parti de la Coalition polonaise. Bénéficiant du bon résultat de son parti aux élections parlementaires de 2019, il appelle dans un premier temps à une candidature commune avec la Plate-forme civique. Il se présente finalement sans union avec la PO. |
| Mirosław Piotrowski (54 ans)       | Mirosław Piotrowski       |                   | Mouvement Europe véritable                  | Député européen (2004-2019) | Cléricalisme Droite chrétienne Traditionalisme                          | Enseignant universitaire, militant catholique associé à Radio Maryja. Ancien membre de Droit et justice, président Mouvement Europe véritable. |
| Paweł Tanajno (pl) (44 ans)        | Paweł Tanajno             |                   | Indépendant                                 | – | Libéralisme Populisme Démocratie directe                                | Chef d’entreprise. Défait à l'élection de 2015. |
| Rafał Trzaskowski (48 ans)         | Rafał Trzaskowski         |                   | Coalition civique (Plate-forme civique)     | Maire de Varsovie (depuis 2018) Député à la Diète (2015-2018) Ministre de l'Administration et du Numérique (2013-2014) Député européen (2009-2013) | Libéralisme Europhilie                                                  | Le 15 mai 2020, après le retrait de Małgorzata Kidawa-Błońska et alors qu'il avait déjà été un temps pressenti pour représenter la Coalition civique avant elle, il est désigné candidat de l’alliance libérale.                                                                                                 |
| Waldemar Witkowski (pl) (66 ans)   | Waldemar Witkowski        |                   | Union du travail                            | Membre de l'Assemblée régionale de la Grande-Pologne (2001-2005)                                                                                   | Social-démocratie Progressisme                                          | Président de l’Union du travail (UP). |
| Stanisław Żółtek (64 ans)          | Stanisław Żółtek          |                   | Congrès de la Nouvelle Droite               | Député européen (2014-2019) Adjoint au maire de Cracovie (1997-1998)                                                                               | Libertarianisme conservateur Libéralisme économique Paléo-conservatisme | Élu président du Congrès de la Nouvelle Droite (KNP) après le départ de Janusz Korwin-Mikke en 2015. |

### Ayant renoncé
| Candidat                           | Candidat                  | Coalition / parti | Coalition / parti                       | Fonctions / activités | Idéologie              | Détail |
| ---------------------------------- | ------------------------- | ----------------- | --------------------------------------- | --- | ---------------------- | --- |
| Donald Tusk (63 ans)               | Donald Tusk               |                   | Plate-forme civique                     | Député à la Diète (2001-2014) Président du Conseil des ministres (2007-2014) Président du Conseil européen (2014-2019)                           | Libéralisme Europhilie | Candidat malheureux à l’élection présidentielle de 2005 et ancien chef de gouvernement, il est longtemps pressenti pour représenter la PO. Mais le 5 novembre 2019 — alors qu'il est pressenti pour prendre la présidence du Parti populaire européen —, il renonce à se présenter. Il était pourtant considéré par les médias comme le mieux placé face au président sortant issu de Droit et justice, qui en faisait sa cible favorite. Pour justifier sa décision, il déclare que les réformes impopulaires qu’il a menées à la tête du gouvernement sont un obstacle à sa candidature,. |
| Małgorzata Kidawa-Błońska (63 ans) | Małgorzata Kidawa-Błońska |                   | Coalition civique (Plate-forme civique) | Députée à la Diète (depuis 2005) Porte-parole du gouvernement (2014-2015) Vice-présidente à la Diète (depuis 2015) Présidente de la Diète (2015) | Libéralisme Europhilie | À la suite du désistement de Donald Tusk, la PO organise une primaire. Face au maire de Poznań, Jacek Jaśkowiak, Małgorzata Kidawa-Błońska l’emporte avec 73 % des suffrages. Alors qu’elle appelle au boycott de l’élection prévue pour mai dans le cadre de l’épidémie de Covid-19, elle perd sa deuxième place dans les sondages et voit les intentions de vote en sa faveur chuter à moins de 10 %. Le 15 mai, peu après l’annonce du report du scrutin, elle renonce à se porter candidate.                                                                                            |

## Campagne

### Enjeux
En cas de réélection, Andrzej Duda promet de renouveler son soutien à Droit et justice, qui entend poursuivre ses réformes de la justice et ses mesures sociales. Le président sortant met en avant le bon bilan économique de la coalition au pouvoir et annonce de grands projets d’infrastructure. Il se pose également en garant de la stabilité politique du pays, du patriotisme et de la famille traditionnelle,,. Mettant en avant le caractère identitaire de sa politique, Jarosław Kaczyński présente cette élection comme « un choc des civilisations » face à « ceux qui veulent ouvrir la Pologne à une sorte de révolution en cours en Occident, à un prétendu progrès qui détruit la famille et les fondements chrétiens de notre civilisation, qui conduit à une oligarchisation de la société et à un esclavagisme des individus, dépourvus de toute identité ». Les analystes comparent ce projet à celui de l’illibéralisme défendu notamment par le Premier ministre hongrois Viktor Orbán.
Pour l’opposition, ce scrutin est un moyen de faire élire un chef de l’État qui pourrait opposer son veto sur des lois, en particulier ceux ayant trait à la séparation des pouvoirs. Or, la coalition de la Droite unie ne disposant que de quatre sièges de majorité à la Diète, il lui serait particulièrement difficile de passer outre un tel veto. Ainsi, même si les pouvoirs du président sont relativement restreints, une victoire d’un candidat libéral constituerait ainsi une nouvelle forme de cohabitation qui pourrait conduire à des élections parlementaires anticipées avec l’affaiblissement et l’éclatement de la majorité de droite. L’opposition souhaiterait également que le président impulse un mouvement de rapprochement avec l’Union européenne au détriment du groupe de Visegrád,,.

### Pandémie de Covid-19
L’élection présidentielle intervient dans le contexte de l’épidémie mondiale de Covid-19. Le 24 mars 2020, invoquant un ralentissement de la pandémie après Pâques, le président du Conseil des ministres refuse de reporter le scrutin. Son annonce intervient alors que la Pologne est l’un des pays européens les moins touchés par le virus, avec un millier de cas et une dizaine de morts, soit moins en proportion de la population que lors de la tenue des élections municipales françaises,,.
|  |

Droit et justice est accusé de calcul politique, les enquêtes d’opinion indiquant que son électorat — qui vit principalement dans les zones rurales, moins touchées par le coronavirus — serait le plus mobilisé en cas de maintien de l’élection au 10 mai, et les différents candidats n’étant pas réellement en mesure de faire campagne dans un contexte de limitation des rassemblements. Une enquête Kantar indique que 73 % des sondés seraient réticents à l’idée de se rendre dans un bureau de vote. L'opposition pointe du doigt les risques d'aggravation de la pandémie, invoquant une augmentation du nombre de cas en Bavière à cause de la tenue de ses élections municipales. La proposition est par ailleurs décriée pour les difficultés d'acheminement du matériel et sa possible inconstitutionnalité.
Le 27 mars 2020, réunie en urgence pour discuter des mesures économiques à prendre durant la crise sanitaire, la Diète apporte des modifications au code électoral. Le scrutin est maintenu à la date prévue, mais il est prévu que les personnes de plus de 60 ans, les plus menacées par la pandémie, pourront voter par correspondance, une option initialement réservée aux seules personnes handicapées. L’opposition s'oppose à cette révision en invoquant une décision de 2006 du Tribunal constitutionnel selon laquelle il n’est pas possible de réviser la législation électorale moins de six mois avant le scrutin ; le parti au pouvoir répond que cette décision concerne les points fondamentaux du code électoral et non des aspects techniques.
Début avril, du fait du confinement de la population et du manque de volontaires pour surveiller le scrutin et alors que le gouvernement propose de généraliser le vote par correspondance, Jarosław Gowin, vice-président du Conseil des ministres et président du parti Alliance, s'y oppose ; Droit et justice menace ainsi d'exclure son parti du gouvernement si la Diète rejette la réforme,. Finalement, après avoir proposé une extension de deux ans du mandat d’Andrzej Duda sans possibilité de second mandat pour celui-ci — l'opposition plaide de son côté plutôt pour la tenue du scrutin à l'automne —, Jarosław Gowin annonce sa démission de ses responsabilités ministérielles tout en maintenant son parti dans la majorité,.
Le lendemain, le 7 avril, la Diète adopte la proposition de la majorité par 230 voix pour et 226 contre, avec la possibilité pour sa présidente, Elżbieta Witek, de décaler le scrutin d’une semaine afin de laisser le temps aux services postaux de se préparer. Le texte est ensuite envoyé au Sénat, qui est contrôlé par l’opposition et peut faire durer son examen pendant trente jours. Le 15 avril, Droit et justice se rallie à la proposition de Gowin de réviser la Constitution pour prolonger le mandat présidentiel. Alors que PiS ne possède pas de majorité qualifiée pour faire passer cette réforme et a besoin du ralliement de l'opposition à ce projet, le ministre de la Santé Łukasz Szumowski soutient cette proposition mais précise que, le cas échéant, un vote postal aura lieu à une date non définie.
|  |

Les anciens présidents Lech Wałęsa, Aleksander Kwaśniewski et Bronisław Komorowski, ainsi que tous les anciens présidents du Conseil des ministres encore en vie, sauf ceux membres de PiS, appellent le 30 avril à un boycott du scrutin, une posture soutenue par la candidate libérale Małgorzata Kidawa-Błońska,. Le 4 mai, le vice-président du Conseil Jacek Sasin évoque la possibilité d'un léger report du premier tour, d'une ou deux semaines, alors que la Cour constitutionnelle a émis un avis négatif sur l'adoption d'une réforme électorale si près du scrutin. Le président de la Commission électorale, Sylwester Marciniak, déclare qu'il est « impossible, pour des raisons d'organisation, de remettre les bulletins de vote à tous les électeurs ». Le président du Sénat, le libéral Tomasz Grodzki, propose la mise en place de l'état d'urgence sanitaire, pour permettre de reporter sine die le scrutin. L'Église catholique appelle à « chercher des solutions qui ne soulèvent pas de doutes légaux ou de soupçons de violation de l'ordre constitutionnel ». Le 5 mai, le Sénat rejette la proposition d'amendement de la loi électorale. Le lendemain a lieu le débat présidentiel du premier tour ; Małgorzata Kidawa-Błońska y participe alors qu’elle réclame le boycott de l’élection.
Le 6 mai, après un accord au sein de la majorité à la Diète, le scrutin est ajourné sine die, en échange de sa tenue par voie postale et de son organisation par la commission électorale. Le report du scrutin était la condition du parti Alliance — sans lequel le bloc de droite formé autour de PiS ne possède pas de majorité — pour soutenir l'amendement du code électoral. Le scrutin doit avoir lieu avant le 6 août ; la date du 12 juillet est évoquée. Le 7 mai, la Diète adopte, en seconde lecture, la modification controversée du code électoral et acte le report du scrutin,. Une majorité des sondés approuvent alors l’accord « Gowin-Kaczyński ». Le 10 mai, la Commission électorale constate l'impossibilité technique de tenir le scrutin. Le Parlement dispose de deux semaines pour annoncer la nouvelle date de l’élection, qui doit avoir lieu dans les soixante jours après cette annonce.
Le 12 mai, Droit et justice dépose un projet de loi visant à abroger la réforme précédente. Adopté, le texte prévoit la tenue d'un scrutin classique avec la possibilité de voter par courrier pour les électeurs qui le demandent douze jours avant le scrutin, un délai réduit à cinq jours pour les personnes placées en quarantaine. Le scrutin pourrait avoir lieu par voie postale uniquement dans certaines régions où le ministère de la Santé l'estime nécessaire. Par ailleurs, les candidats sortants qui le souhaitent sont maintenus mais de nouveaux candidats peuvent se présenter. Le 1er juin, après la consigne de vote favorable exprimée par la Plateforme civique — qui estime que son nouveau candidat a des chances de remporter le scrutin —, le Sénat approuve la modification du code électoral,. Le 3 juin, la présidente de la Diète fixe la date du scrutin au 28 juin. La tenue rapide du scrutin est cependant jugée inconstitutionnelle par certains juristes. Le lendemain, le 4 juin, le gouvernement remporte un vote de confiance inattendu par 235 voix contre 219.

### Reprise de la campagne
Désigné candidat de la Coalition civique après le retrait de Małgorzata Kidawa-Błońska, le maire de Varsovie, Rafał Trzaskowski, est réputé pour son charisme. Rapidement, il permet à la coalition libérale de retrouver la deuxième place dans les intentions de vote — qui avait été perdue au profit de Szymon Hołownia et Władysław Kosiniak-Kamysz —, ce qui pourrait contraindre le président sortant, en perte de vitesse, à un second tour incertain,.
|  |

Les questions politiques et sociales dominent la campagne. Rafał Trzaskowski est critiqué par ses adversaires et par les médias publics — proches du parti au pouvoir — pour ses positions en faveur des droits des LGBT, qu’Andrzej Duda voit non pas comme des « gens », mais comme une « idéologie » encore plus « dévastatrice » que le communisme ; alors que le président sortant use d’une rhétorique homophobe, le ministre de la Justice, Zbigniew Ziobro, déclare que « cette élection est une confrontation de deux visions de la Pologne, entre le blanc-et-rouge et l'arc-en-ciel »,,. Si les deux favoris du scrutin s’opposent à l'adoption homoparentale, le candidat de la PO a été le premier élu local à mettre en place une « charte LGBT+ » et se montre favorable à une union civile pour les couples de personnes de même sexe tandis que le président sortant propose d'amender la Constitution pour leur interdire explicitement l'adoption,.
Rafał Trzaskowski s’oppose également à un durcissement de la possibilité d’avorter et appelle à rétablir le soutien de l’État à la fécondation in vitro. Cherchant à mobiliser avant tout les habitants des zones urbaines, le candidat libéral est dépeint par ses adversaires comme arrogant et faisant partie des « élites déconnectées des préoccupations du peuple ». Par ailleurs, les médias étatiques reprochent au maire de Varsovie de ne pas s'être opposé à la question de la restitution des biens spoliés aux juifs lors de la Seconde Guerre mondiale, un sujet considéré comme clos par le parti au pouvoir.

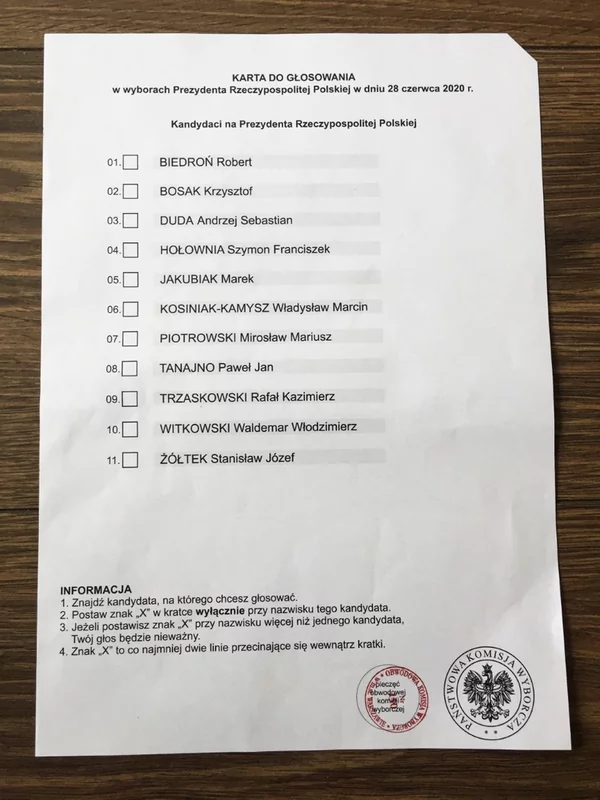
Bulletin de vote au premier tour.

Comme depuis plusieurs années, les réformes de la justice divisent le candidat de la majorité et ceux de l’opposition, le premier continuant à mettre en avant son souhait de purger un système jugé hérité du communisme et corrompu, tandis que les autres dénoncent une remise en cause de l’indépendance des pouvoirs.
Les questions économiques sont évoquées mais de façon moindre que lors des campagnes précédentes en raison de la bonne situation économique du pays. Le maire de Varsovie promet de ne pas s'opposer aux populaires programmes sociaux mis en place par Droit et justice qui avaient pourtant été critiqués par son parti. Le président Duda met en doute ses intentions et l’attaque notamment sur la réforme de la PO ayant relevé l’âge légal de départ à la retraite à 67 ans, une mesure sur laquelle est revenue Droit et justice en ramenant cet âge à 60 ans pour les femmes et à 65 ans pour les hommes.
Les candidats plus à gauche que le président sortant appellent à un renforcement des liens avec l’Union européenne et avec l’Allemagne. Dans la lignée de son parti, Andrzej Duda se montre plus méfiant envers le fédéralisme européen et l’influence du couple franco-allemand. Si Rafał Trzaskowski est également favorable à l’OTAN, le président de la république sortant défend encore plus âprement les installations défensives américaines. D’ailleurs, Duda est le chef de l’État polonais ayant rencontré le plus de fois un président américain, étant même reçu par Donald Trump quelques jours avant le premier tour de l’élection présidentielle,.

### Entre-deux tours

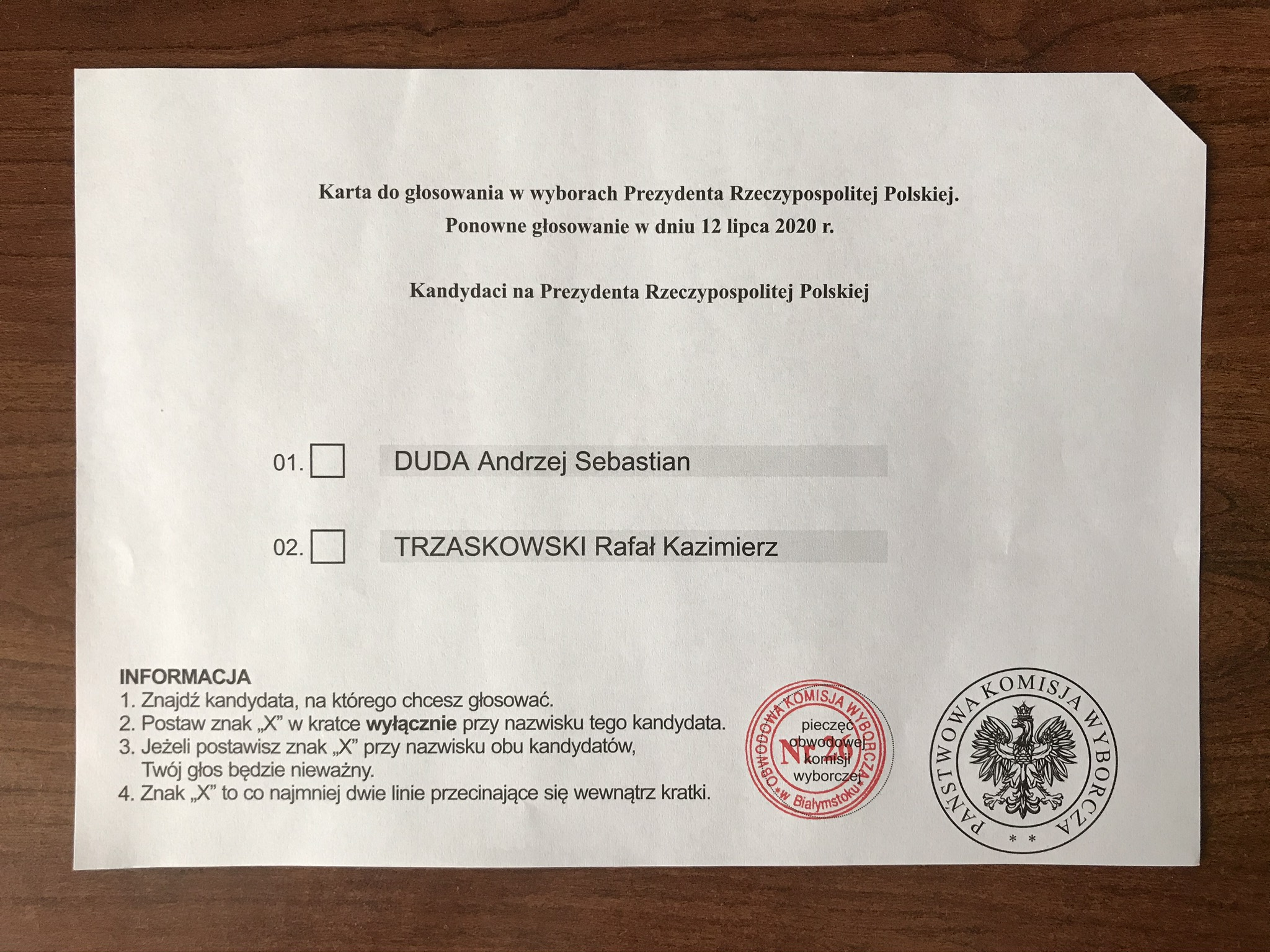
Bulletin de vote au second tour.

Au vu des résultats du premier tour, qui sont proches des chiffres fournis par les derniers sondages, les experts politiques annoncent un second tour très serré, avec un report de voix plutôt limité en faveur du président sortant.
Le 1er juillet, le « troisième homme » du premier tour, l’indépendant Szymon Hołownia (13,9 %), apporte à Rafał Trzaskowski un soutien personnel, mais « sans plaisir ». Ce soutien s'ajoute à celui du candidat de gauche Robert Biedroń. De son côté, le candidat d’extrême droite Krzysztof Bosak, arrivé en quatrième position (6,8 %), est sollicité par le président sortant mais n’appelle à voter pour aucun des deux qualifiés pour le second tour ; les observateurs soulignent que la coalition de ce dernier, Confédération, est proche d’Andrzej Duda sur les questions de société mais globalement plus libérale sur le plan économique et qu’elle s’est souvent montrée critique à l’égard de Droit et justice.
L’universitaire Angelos Chryssogelos souligne que Rafał Trzaskowski doit parvenir à rallier davantage de voix dans les petites villes et zones rurales, traditionnellement acquises à la droite et qui ont bénéficié de l’amélioration de la situation économique et sociale. Il précise : « Il y a un grand bloc — environ un cinquième de l’électorat — pour les candidats modérés de centre droit qui pourrait voter pour Trzaskowski par souci de démocratie et en raison de la radicalité de PiS mais qui est encore trop socialement conservateur pour se sentir à l’aise à l’idée de voter pour un candidat trop libéral. Trzaskowski doit obtenir tous ces votes pour avoir une chance de gagner. » Les jeunes, qui ont — fait inhabituel — voté en nombre lors du premier tour, pourraient également faire basculer le scrutin.
Refusant de se mettre d'accord sur le format de leur débat, les candidats participent chacun de leur côté à une émission en reprochant à leur adversaire d'avoir boycotté le débat,.

### Sondages
En vue du premier tour, le président sortant est systématiquement donné en tête. Avec la crise sanitaire, il voit progresser les intentions de vote en sa faveur, au point que plusieurs études le donnent élu dès le premier tour, notamment après l’annonce du boycott de l’élection par Małgorzata Kidawa-Błońska, qui perd sa deuxième place au profit de Władysław Kosiniak-Kamysz puis de Szymon Hołownia. Mais avec l’annonce du report du scrutin et la désignation de Rafał Trzaskowski comme candidat de la PO, les sondages font état d’une baisse significative des soutiens au chef de l’État sortant et envisagent tous un second tour. Celui-ci s’annonce très serré entre Andrzej Duda et son adversaire libéral.

#### Premier tour

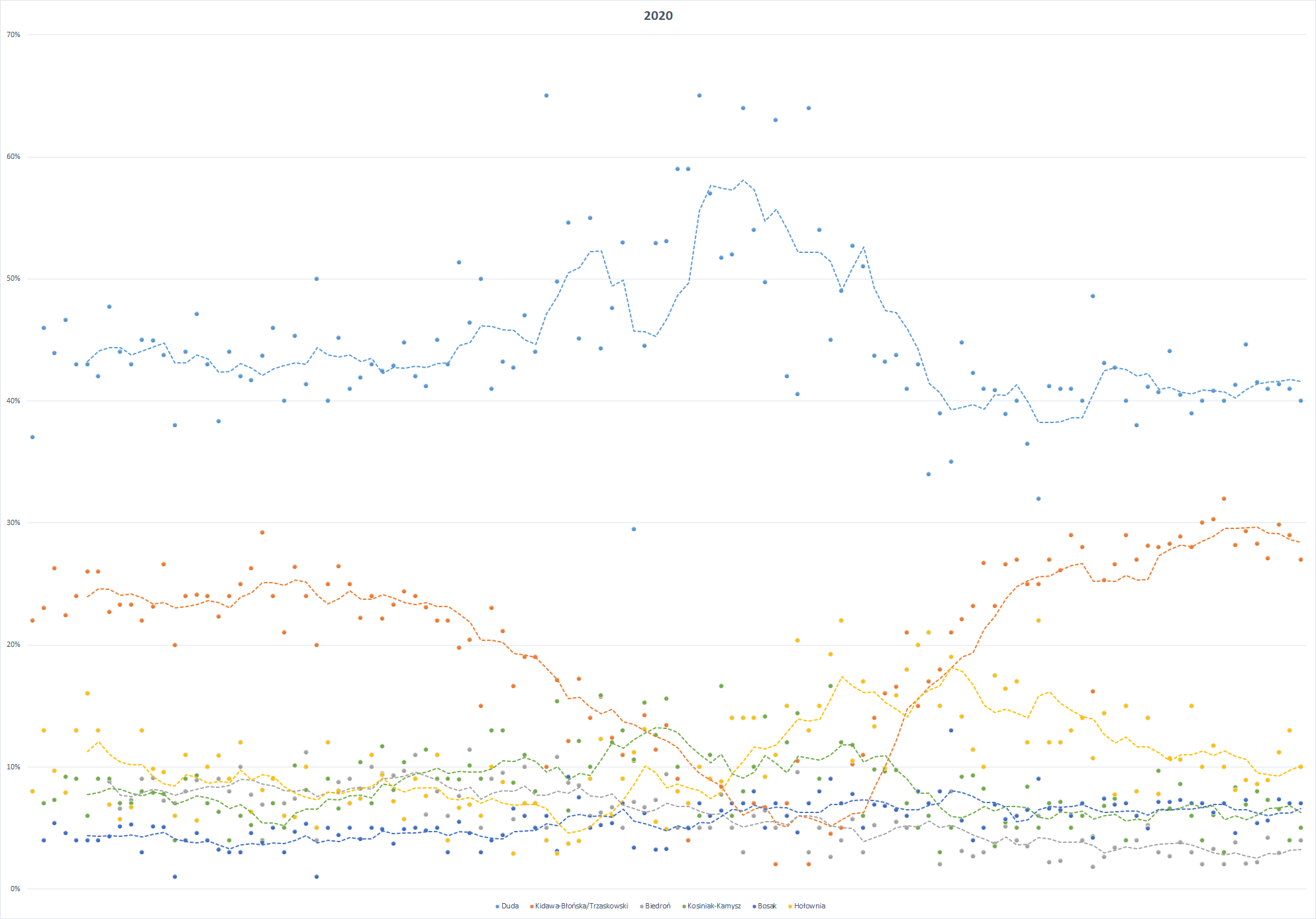
Sondages en vue du premier tour de l’élection présidentielle.

#### Second tour

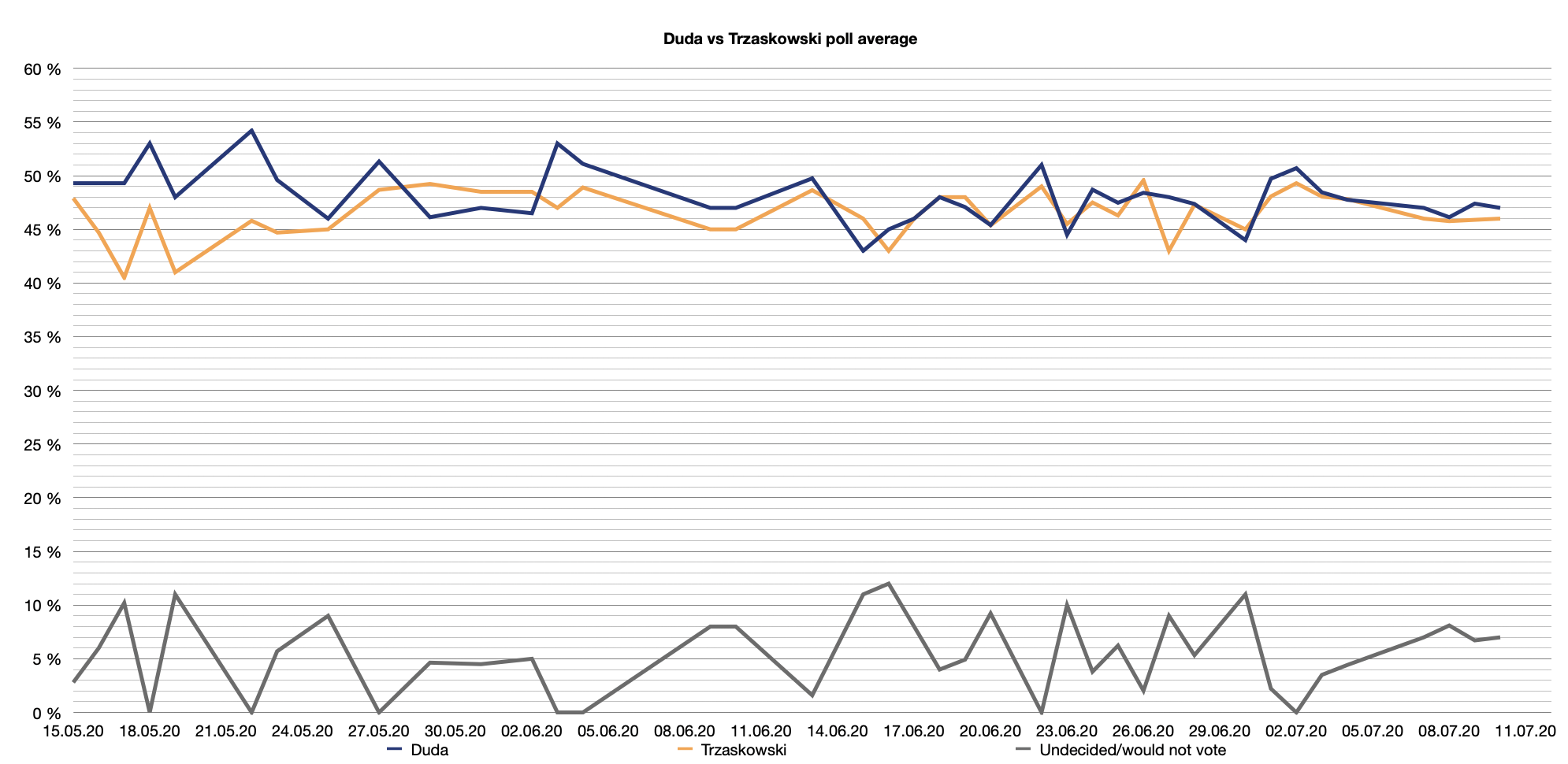
Sondages en vue du second tour de l’élection présidentielle
(Andrzej Duda contre Rafał Trzaskowski). En noir figurent les personnes se déclarant indécises ou comptant voter blanc.

## Résultats

### Au niveau national
| Candidats                | Candidats                 | Partis                   | Premier tour | Premier tour | Second tour | Second tour |
| Candidats                | Candidats                 | Partis                   | Voix         | %            | Voix        | %           |
| ------------------------ | ------------------------- | ------------------------ | ------------ | ------------ | ----------- | ----------- |
|                          | Andrzej Duda              | PiS                      | 8 450 513    | 43,50        | 10 440 648  | 51,03       |
|                          | Rafał Trzaskowski         | KO                       | 5 917 340    | 30,46        | 10 018 263  | 48,97       |
|                          | Szymon Hołownia           | Sans                     | 2 693 397    | 13,87        |             |             |
|                          | Krzysztof Bosak           | Confédération            | 1 317 380    | 6,78         |             |             |
|                          | Władysław Kosiniak-Kamysz | KP                       | 459 365      | 2,36         |             |             |
|                          | Robert Biedroń            | La Gauche                | 432 129      | 2,22         |             |             |
|                          | Stanisław Żółtek          | KNP                      | 45 419       | 0,23         |             |             |
|                          | Marek Jakubiak            | FdR                      | 33 562       | 0,17         |             |             |
|                          | Paweł Tanajno             | Sans                     | 27 909       | 0,14         |             |             |
|                          | Waldemar Witkowski        | UP                       | 27 290       | 0,14         |             |             |
|                          | Mirosław Piotrowski       | RPE                      | 21 065       | 0,11         |             |             |
|                          |                           |                          |              |              |             |             |
| Votes valides            | Votes valides             | Votes valides            | 19 425 459   | 99,70        | 20 458 911  | 99,14       |
| Votes blancs et nuls     | Votes blancs et nuls      | Votes blancs et nuls     | 58 301       | 0,30         | 177 724     | 0,86        |
| Total                    | Total                     | Total                    | 19 483 760   | 100          | 20 636 635  | 100         |
| Abstention               | Abstention                | Abstention               | 10 721 032   | 35,49        | 9 617 613   | 31,93       |
| Inscrits / participation | Inscrits / participation  | Inscrits / participation | 30 204 792   | 64,51        | 30 254 248  | 68,07       |

 Représentation des résultats du second tour :
| Andrzej Duda (51,03 %) |  |  | Rafał Trzaskowski (48,97 %) |
| ▲                      |  |  |                             |
| Majorité absolue       |  |  |                             |

### Par voïvodie

#### Au premier tour

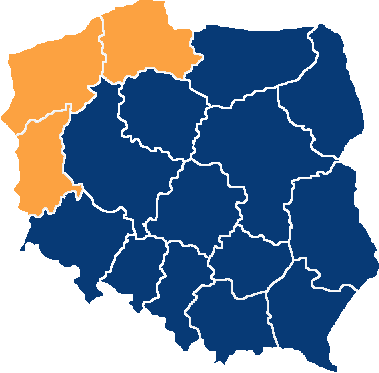
Candidat arrivé en tête du 1er tour par voïvodie.

Candidat arrivé en tête du 1er tour par powiat.

| Voïvodie              | Duda  | Trzaskowski | Hołownia | Bosak | Kosiniak-Kamysz | Biedroń |  |
| --------------------- | ----- | ----------- | -------- | ----- | --------------- | ------- |  |
| Voïvodie              |       |             |          |       |                 |         |  |
| Basse-Silésie         | 38,21 | 35,92       | 14,09    | 6,44  | 1,91            | 2,61    |  |
| Basses-Carpates       | 60,69 | 16,23       | 9,46     | 8,96  | 2,56            | 1,39    |  |
| Couïavie-Poméranie    | 39,54 | 33,59       | 15,46    | 5,88  | 2,52            | 2,31    |  |
| Grande-Pologne        | 37,85 | 33,83       | 16,64    | 6,03  | 2,51            | 2,34    |  |
| Lublin                | 56,67 | 19,32       | 10,45    | 7,99  | 3,04            | 1,63    |  |
| Lubusz                | 34,19 | 36,94       | 17,87    | 6,07  | 2,02            | 2,20    |  |
| Łódź                  | 46,63 | 28,74       | 12,92    | 6,15  | 2,47            | 2,30    |  |
| Mazovie               | 40,71 | 34,30       | 12,74    | 6,52  | 2,27            | 2,55    |  |
| Opole                 | 40,46 | 31,88       | 16,64    | 6,11  | 2,33            | 1,84    |  |
| Petite-Pologne        | 51,11 | 23,92       | 11,54    | 7,76  | 2,94            | 1,92    |  |
| Podlachie             | 50,59 | 20,60       | 16,63    | 7,73  | 2,11            | 1,58    |  |
| Poméranie             | 33,62 | 38,58       | 16,13    | 6,22  | 1,91            | 2,57    |  |
| Poméranie-Occidentale | 35,38 | 37,91       | 15,67    | 5,59  | 2,06            | 2,67    |  |
| Sainte-Croix          | 56,02 | 21,29       | 10,17    | 6,93  | 3,18            | 1,75    |  |
| Silésie               | 41,22 | 31,28       | 15,39    | 7,08  | 1,92            | 2,29    |  |
| Varmie-Mazurie        | 40,10 | 33,00       | 14,78    | 6,99  | 2,48            | 2,21    |  |

#### Au second tour

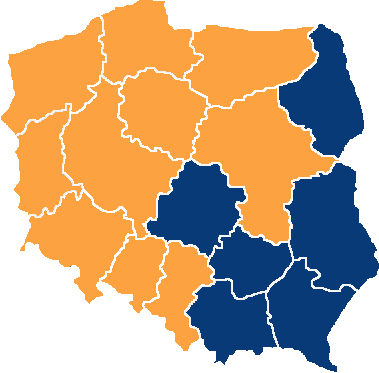
Candidat arrivé en tête du par voïvodie.

Candidat arrivé en tête du par powiat.

| Voïvodie              | Duda  | Trzaskowski |  |
| --------------------- | ----- | ----------- |  |
| Voïvodie              |       |             |  |
| Basse-Silésie         | 44,61 | 55,39       |  |
| Basses-Carpates       | 70,92 | 29,08       |  |
| Couïavie-Poméranie    | 46,77 | 53,23       |  |
| Grande-Pologne        | 45,07 | 54,93       |  |
| Lublin                | 66,31 | 32,69       |  |
| Lubusz                | 40,20 | 59,80       |  |
| Łódź                  | 54,46 | 45,54       |  |
| Mazovie               | 47,74 | 52,26       |  |
| Opole                 | 47,36 | 52,64       |  |
| Petite-Pologne        | 59,65 | 40,35       |  |
| Podlachie             | 60,14 | 39,86       |  |
| Poméranie             | 40,16 | 59,84       |  |
| Poméranie-Occidentale | 41,24 | 58,76       |  |
| Sainte-Croix          | 64,41 | 35,59       |  |
| Silésie               | 48,99 | 51,01       |  |
| Varmie-Mazurie        | 46,84 | 53,16       |  |

### Analyse
Au premier tour, malgré la pandémie de Covid-19, la participation s’élève à 64,51 %, soit une hausse de près de seize points par rapport à l’élection présidentielle de 2015 et un niveau similaire avec le record de l’élection présidentielle de 1995 (64,70 %). La participation s’approche à nouveau de cette élection au second tour, avec 68,03 % contre 68,27 % en 1995. Si l’opposition anticipait une forte mobilisation comme un sursaut contre la majorité au pouvoir, il apparaît que celle-ci n’a pas avantagé un camp plus qu’un autre au regard des sondages publiés avant le scrutin. L'universitaire Angelos Chryssogelos explique que cette situation « témoigne du fait que la polarisation dans la société polonaise est réelle, reflétant de profondes divisions de valeur sur un éventail de questions comme les modes de vie sociaux, l’Europe et l’identité nationale ».
Dans la continuité des années 2000-2010, les candidats de l’opposition, notamment Rafał Trzaskowski, obtiennent leurs meilleurs résultats dans les grandes zones urbaines et dans l’Ouest, qui est davantage industrialisé que le reste de la Pologne. De son côté, Andrzej Duda obtient les siens dans les communes de taille plus réduite, en particulier à l’Est. Cette division historique est liée à la frontière de la Prusse puis de l’Empire allemand : les libéraux s’en sortent le mieux dans l’ancien territoire allemand alors que les conservateurs sont davantage favorisés dans les régions historiquement polonaises — le repeuplement des zones prises à l'Allemagne après la Seconde Guerre mondiale s'étant fait selon une logique communiste de grande propriétés agricoles au détriment de la petite paysannerie, une part sensiblement plus faible de travailleurs du secteur primaire se trouve dans l'Ouest du pays,. Le président sortant réunit un soutien massif chez les agriculteurs, ouvriers, chômeurs et retraités.
Cette élection renforce la position de Droit et justice ainsi que la polarisation du débat public. 

### Suites
Au lendemain de l’élection, les partisans de Rafał Trzaskowski en critiquent certains aspects mais annoncent qu’ils n’en contesteront pas le résultat, estimant impossible de déplacer un demi-million de voix en leur faveur. Le député Tomasz Siemoniak déclare ainsi que la Plate-forme civique reconnaît la victoire d’Andrzej Duda.
Cependant, le 16 juillet, le président de la PO, Borys Budka, annonce la formation auprès de la Cour suprême d'un recours en annulation, affirmant que l’élection n’était « pas juste ». S’appuyant sur des conclusions de l'OSCE, il évoque une partialité des médias publics et le soutien du président du Conseil des ministres, premier fonctionnaire public, à la campagne du président sortant. Le parti libéral estime également que le report du scrutin a défavorisé son candidat en matière de financement. D’autres plaintes font état de l'impossibilité d’électeurs de s'inscrire sur les listes électorales et de problèmes d'organisation n'ayant pas permis à certains Polonais de la diaspora de voter,.
En réaction, le porte-parole du gouvernement, Piotr Müller (pl), déclare : « S'il y avait eu des erreurs dans le processus électoral, des conclusions devraient en être tirées. Mais elles n'affectent en aucun cas le résultat de l'élection car la différence entre les candidats est trop grande ». Sur le rôle joué par le président du Conseil, il déclare que son activité de soutien était distincte de ses fonctions officielles et qu’elle était financée par le budget de campagne d’Andrzej Duda.
Le 3 août 2020, la Cour suprême valide le résultat de l'élection : elle considère que 93 des 5 800 recours formés sont justifiés, ce qu’elle juge insuffisant pour remettre en cause le résultat du scrutin. Andrzej Duda est investi pour un second mandat le 6 août suivant.